# Нито звук: Ден първи
„Нито звук: Ден първи“ (на английски: A Quiet Place: Day One) е американски филм на ужасите от 2024 г. на режисьора Майкъл Сърноски, базиран на оригиналната история, създадена от актьора Джон Кразински. Той е спин-оф прелюдия, както и третата част на филмовата поредица „Нито звук“. Във филма участват Лупита Нионг'о, Джоузеф Куин, Алекс Улф, Джимон Хонсу и Денис О'Хеър. Премиерата на филма се състои във филмовия фестивал „Трибека“ на 26 юни 2024 г. и излиза по кината в Съединените щати на 28 юни 2024 г. от „Парамаунт Пикчърс“.

## Актьорски състав
- Лупита Нионг'о – Сам[7][8]
- Джоузеф Куин – Ерик[8]
- Алекс Улф – Рубен[9]
- Джимон Хонсу – Хенри[10]
- Елиан Умухире – Зина[11]